# Handley Page HP.100
El Handley Page HP.100 fue una propuesta presentada para construir un avión de reconocimiento de largo alcance y gran velocidad para la Real Fuerza Aérea británica, capaz de sobrevolar la Unión Soviética frente a las defensas antiaéreas, y suministrar información a la fuerza de bombarderos V, dotados con armas nucleares.

## Diseño y desarrollo
El requerimiento operativo, OR.320, especificaba un avión capaz de volar en crucero a más de Mach 2, alcanzar Mach 3 y poseer un alcance de alrededor de 8050 km. Handley Page, Shorts, Vickers y Avro presentaron diseños para su consideración. En 1955, el contrato fue concedido al Avro 730 y los trabajos en el HP.100 se detuvieron, con una maqueta parcialmente construida.
El proyecto de reconocimiento de alta velocidad, incluyendo al Avro 730, fue cancelado en 1957.
El avión era un esbelto monoplano canard con un fuselaje de sección oval en su mayor parte. Ambos planos eran una alas en delta de 70° en su borde de ataque, y la propulsión consistiría en doce turborreactores Rolls-Royce RB.121 de pequeño diámetro, instalados por parejas en dos grandes carenados subalares. El tren de aterrizaje sería convencional, con un tren delantero orientable de dos ruedas y los dos principales de cuatro ruedas. Los tres tripulantes estarían en una cabina presurizada, dotada de un morro abatible y un visor retráctil para mejorar la visibilidad del piloto cuando volase a baja velocidad y a altos ángulos de ataque. Los elementos principales en el fuselaje serían un gran depósito de combustible, una bodega de equipos electrónicos y de reconocimiento, y una bodega de bombas.

## Especificaciones
Referencia datos: Barnes, csd.uwo.ca, skomer.u-net.com

### Características generales
- Tripulación: Tres
- Longitud: 56,4 m (185 ft)
- Envergadura: 18,1 m (59,4 ft)
- Peso cargado: 102 058 kg (224 935,8 lb)
- Planta motriz: 12× turborreactor Rolls-Royce RB.121.

### Rendimiento
- Alcance: 10 460 km (5648 nmi; 6500 mi)
- Techo de vuelo: 15 240 m (50 000 ft)

## Aeronaves relacionadas

### Aeronaves similares
- Avro 730

### Secuencias de designación
- Secuencia HP._ (interna de Handley Page): ← HP.97 - HP.98 - HP.99 - HP.100 - HP.101 - HP.102 - HP.103 →